# Tuffi ai XVII Giochi panamericani
Le competizioni di tuffi ai XVII Giochi panamericani si sono svolte presso il Toronto Pan Am Sports Centre di Toronto, in Canada, dal 10 al 13 luglio 2015. A causa della concomitanza, nel mese di luglio, dei campionati mondiali di nuoto 2015 che si svolgono a Kazan', le gare saranno concentrate nei primi tre giorni dei Giochi.
I vincitori delle gare in programma hanno dato un posto ai loro paesi di appartenenza per i Giochi olimpici estivi di Rio de Janeiro 2016. In caso di vittoria di atleti brasiliani, il posto è stato alla nazione del secondo classificato, in quanto il Brasile come nazione ospitante ha avuto diritto a schierare un suo rappresentante ai Giochi.

## Calendario
Tutti gli orari secondo il Central Standard Time (UTC-5).
| Data          | Inizio | Evento                       | Fase        |
| ------------- | ------ | ---------------------------- | ----------- |
| Ven 10 luglio | 10:00  | Trampolino 3m uomini         | Preliminari |
| Ven 10 luglio | 13:30  | Piattaforma 10m donne        | Preliminari |
| Sab 11 luglio | 18:00  | Trampolino 3m uomini         | Finali      |
| Sab 11 luglio | 20:00  | Piattaforma 10m donne        | Finali      |
| Dom 12 luglio | 10:00  | Trampolino 3m donne          | Preliminari |
| Dom 12 luglio | 14:00  | Piattaforma 10m uomini       | Preliminari |
| Dom 12 luglio | 18:00  | Trampolino 3m donne          | Finali      |
| Dom 12 luglio | 20:00  | Piattaforma 10m uomini       | Finali      |
| Lun 13 luglio | 13:00  | Piattaforma 10m sincro donne | Finali      |
| Lun 13 luglio | 14:25  | Trampolino 3m sincro uomini  | Finali      |
| Lun 13 luglio | 18:305 | Trampolino 3m sincro donne   | Finali      |
| Lun 13 luglio | 19:45  | Piattaforma 10m uomini       | Finali      |

## Atleti partecipanti
| Nazione            | Tuffi sincronizzati | Tuffi sincronizzati | Tuffi sincronizzati | Tuffi sincronizzati | Tuffi individuali | Tuffi individuali | Tuffi individuali | Tuffi individuali | Totale |
| Nazione            | Maschile 3m         | Maschile 10m        | Femminile 3m        | Femminile 10m       | Maschile 3m       | Maschile 10m      | Femminile 3m      | Femminile 10m     | Atleti |
| ------------------ | ------------------- | ------------------- | ------------------- | ------------------- | ----------------- | ----------------- | ----------------- | ----------------- | ------ |
| Brasile            | X                   | X                   | X                   | X                   | 2                 | 2                 | 2                 | 2                 | 8      |
| Canada             | X                   | X                   | X                   | X                   | 2                 | 2                 | 2                 | 2                 | 8      |
| Cile               | X                   |                     | X                   |                     | 2                 |                   | 2                 |                   | 4      |
| Colombia           | X                   | X                   | X                   |                     | 2                 | 2                 | 1                 | 1                 | 6      |
| Cuba               |                     | X                   |                     | X                   | 2                 | 2                 |                   | 2                 | 6      |
| Rep. Dominicana    |                     |                     |                     |                     |                   | 1                 |                   |                   | 1      |
| Ecuador            |                     |                     |                     |                     |                   | 1                 |                   |                   | 1      |
| Giamaica           |                     |                     |                     |                     | 1                 |                   |                   |                   | 1      |
| Messico            | X                   | X                   | X                   | X                   | 2                 | 2                 | 2                 | 2                 | 8      |
| Perù               | X                   |                     |                     |                     | 2                 |                   |                   |                   | 2      |
| Porto Rico         |                     |                     | X                   |                     |                   | 1                 | 2                 |                   | 3      |
| Stati Uniti        | X                   | X                   | X                   | X                   | 2                 | 2                 | 2                 | 2                 | 8      |
| Venezuela          | X                   |                     |                     |                     | 2                 | 1                 |                   | 1                 | 4      |
| Totale: 13 Nazioni | 8                   | 6                   | 7                   | 5                   | 18                | 16                | 14                | 12                | 60     |

## Risultati

### Uomini
| Evento                     | Oro                                       | Perform. | Argento                                     | Perform. | Bronzo                                     | Perform. |
| Tuffi individuali          |                                           |          |                                             |          |                                            |          |
| Trampolino 3m (dettagli)   | Rommel Pacheco                            | 483.35   | Jahir Ocampo                                | 442.15   | Philippe Gagné                             | 421.20   |
| Piattaforma 10m (dettagli) | Iván García                               | 521.70   | Víctor Ortega                               | 455.15   | José Ruvalcaba                             | 428.65   |
| Tuffi sincronizzati        |                                           |          |                                             |          |                                            |          |
| Trampolino 3m (dettagli)   | Messico Jahir Ocampo Rommel Pacheco       | 438.27   | Canada Philippe Gagné François Imbeau-Dulac | 413.37   | Stati Uniti Cory Bowersox Zachary Nees     | 385.38   |
| Piattaforma 10m (dettagli) | Cuba Jeinkler Aguirre José Antonio Guerra | 439.14   | Canada Vincent Riendeau Philippe Gagné      | 404.34   | Colombia Víctor Ortega Juan Guillermo Rios | 403.23   |

### Donne
| Evento                     | Oro                                      | Perform. | Argento                                     | Perform. | Bronzo                                  | Perform. |
| Tuffi individuali          |                                          |          |                                             |          |                                         |          |
| Trampolino 3m (dettagli)   | Jennifer Abel                            | 384.70   | Pamela Ware                                 | 326.00   | Dolores Hernández                       | 323.10   |
| Piattaforma 10m (dettagli) | Paola Espinosa                           | 383.20   | Roseline Filion                             | 377.60   | Meaghan Benfeito                        | 357.45   |
| Tuffi sincronizzati        |                                          |          |                                             |          |                                         |          |
| Trampolino 3m (dettagli)   | Messico Paola Espinosa Dolores Hernández | 301.20   | Canada Jennifer Abel Pamela Ware            | 298.23   | Stati Uniti Deidre Freeman Maren Taylor | 293.10   |
| Piattaforma 10m (dettagli) | Canada Meaghan Benfeito Roseline Filion  | 316.89   | Brasile Ingrid De Oliveira Giovanna Pedroso | 291.36   | Messico Paola Espinosa Alejandra Orozco | 287.91   |

## Medagliere
| Posizione | Nazione     | Oro | Argento | Bronzo | Totale |
| --------- | ----------- | --- | ------- | ------ | ------ |
| 1         | Messico     | 5   | 1       | 3      | 9      |
| 2         | Canada      | 2   | 5       | 2      | 9      |
| 3         | Cuba        | 1   | 0       | 0      | 1      |
| 4         | Colombia    | 0   | 1       | 1      | 2      |
| 5         | Brasile     | 0   | 1       | 0      | 1      |
| 6         | Stati Uniti | 0   | 0       | 2      | 2      |
| Totale    | Totale      | 8   | 8       | 8      | 24     |